# Архиповка (Смоленская область)
Архи́повка — деревня в Смоленском районе Смоленской области России. Входит в состав Сметанинского сельского поселения. Население — 277 жителей (2007 год).
Расположена в западной части области в 26 км к западу от Смоленска, в 0,1 км западнее автодороги М1 «Беларусь», на берегу реки Крапивня. В 4 км южнее деревни расположена железнодорожная станция Воронино на линии Москва — Минск.

## История
В годы Великой Отечественной войны деревня была оккупирована гитлеровскими войсками в июле 1941 года, освобождена в сентябре 1943 года.